# Agonum sexpunctatum
Agonum sexpunctatum — вид турунів з підродини Platyninae. Поширений у помірній зоні Палеарктики від Західної Європи до Північно-Східного Китаю, зокрема в Україні

## Опис
Турун довжиною від 7 до 10 мм, шириною не менше 3 мм. Верхня частина тіла зазвичай двоколірна: голова і передньоспинка зелені, рідко сині, надкрила мідно-червоні із зеленим бічним краєм; зрідка верх чорно-бронзовий (A. s. montanum). Кінцівки металічно-чорні.
Голова гладенька за великими очима. Антени пухнасті з 4-го сегменту, мандибули гострі й симетричні, без зазубрин чи крапок на зовнішньому краї. Кінцевий членик максилярних полапків нормального розміру. Поблизу кожного ока дві ямки з волосками. Передньоспинка поперечна, найширша поблизу середини.
Близьке забарвлення мають металічні форми виду A. muelleri (Herbst, 1784), але в того лише 3 крапки на надкрилах, а краї передньогрудей гладенькі.

## Спосіб життя
Імаго ведуть денний спосіб життя. Хижаки, що полюють за ногохвістками та дрібними комахами. Трапляються поблизу водойм або під колодами чи камінням. Активні з березня до вересня, найбільше імаго в квітні-травні, а потім наприкінці літа. Зимують імаго, хижі личинки виходять з яєць навесні, тричі линяють та заляльковуються наприкінці літа, невдовзі виходять імаго.

## Ареал
Поширений у Палеарктиці, від Західної Європи через Сибір та Малу Азію до Північно-Східного Китаю. На півночі трапляється за полярним колом у Скандинавії та Фінляндії. Звичайний вид у Центральній та Північній Європі. Мешкає як у сухих так і вологих ландшафтах. На Британських островах трапляється нечасто, зокрема сучасні знахідки наводяться з Суррею та Беркширу, а також з південних берегів Англії та Вельсу, хоча раніше був поширений на півночі аж до шотландського кордону.